# 1980 في إسرائيل
فيما يلي قوائم الأحداث التي وقعت خلال عام 1980 في إسرائيل.

## سياسة

### تعيين في المنصب
- 29 فبراير – يهودا هاشاي عضو الكنيست [الإنجليزية]‏.
- 19 مايو – سعدية مارسيانو عضو الكنيست [الإنجليزية]‏.
- 19 مايو – سعدية مارسيانو عضو الكنيست [الإنجليزية]‏.
- 28 مايو – مناحم بيجن وزير الدفاع الإسرائيلي  [لغات أخرى]‏.

### انتهاء فترة المنصب
- 1 يناير – إسحاق شامير قائمة رؤساء الكنيست.
- 29 فبراير – إيغال آلون عضو الكنيست [الإنجليزية]‏.
- 26 مايو – عيزر فايتسمان وزير الدفاع الإسرائيلي  [لغات أخرى]‏.
- 22 ديسمبر – إسحاق موداعي وزير الاتصالات الإسرائيلي  [لغات أخرى]‏.

## مواليد

### فبراير
- 8 فبراير – إيتسيك شمولي سياسي إسرائيلي.
- 17 فبراير – كليمي سابان لاعب كرة قدم إسرائيلي.
- 19 فبراير – تال بورستين لاعب كرة سلة إسرائيلي.
- 27 فبراير – بتسلإيل سموتريش سياسي إسرائيلي.

### مارس
- 28 مارس – ميكي زوهار سياسي إسرائيلي.

### مايو
- 5 مايو – يوسي بنايون لاعب كرة قدم إسرائيلي.
- 24 مايو – أحمد سبع لاعب كرة قدم إسرائيلي.

### أغسطس
- 16 أغسطس – إيهود غولدفاسر وإلداد ريغف جندي إسرائيلي.
- 29 أغسطس – أمير جروس كبيري رجل أعمال إسرائيلي.

## وفيات

### فبراير
- 29 فبراير – إيغال آلون (مواليد 1918) سياسي إسرائيلي.

### نوفمبر
- 24 نوفمبر – صالح سليمان (مواليد 1888) سياسي إسرائيلي.